# Југославија на избору за Песму Евровизије 1969.
Југославија је била представљена на Песми Евровизије 1969. одржаном у Мадриду, Шпанија, наступом који је завршио на 13. месту.

### Југовизија 1969
Југословенско национално финале одржано је 15. фебруара у Студију РТВ Загреб у Загребу. Домаћин је био Оливер Млакар. У финалу је било 17 песама са шест поднационалних јавних емитера. Победник је изабран гласовима мешовитог жирија од стручњака и грађана, по једног жирија из поднационалних јавних емитера ЈРТ -а и три нестручњака – грађана.  Победничка песма је „Поздрав свијету“ у извођењу хрватске групе 4М , коју је написао и компоновао Милан Лентић.
| ТВ станица   | Извођач                      | Песма                           | Бодова | Место |
| ------------ | ---------------------------- | ------------------------------- | ------ | ----- |
| РТВ Скопје   | Славе Димитров и Вера Јанова | "Битола"                        | 1      | 11    |
| РТВ Скопје   | Нина Спирова                 | "Благодарам"                    | 0      | 14    |
| РТВ Београд  | Корни група                  | "Цигу, цигу лигу"               | 8      | 3     |
| РТВ Загреб   | Вице Вуков                   | "Цвијеће за Марију"             | 3      | 8     |
| РТВ Љубљана  | Марјана Держај               | "Чаровница"                     | 3      | 8     |
| РТВ Сарајево | Неда Украден                 | "Дилема"                        | 1      | 11    |
| РТВ Љубљана  | Мајда Сепе                   | "Град из песка"                 | 11     | 2     |
| РТВ Београд  | Жарко Данчуо                 | "Коме да дам своју љубав"       | 1      | 11    |
| РТВ Сарајево | Јосипа Лисац                 | „На, на, на, на (Најљепши дан)“ | 0      | 14    |
| РТВ Загреб   | Иво Робић                    | "Наш растанак"                  | 5      | 6     |
| РТВ Скопје   | Оливера Вучо                 | "Поиграј, поиграј девојче"      | 8      | 3     |
| РТВ Љубљана  | Аленка Пинтерич              | "Повпрашај Мона Лизо"           | 5      | 6     |
| РТВ Загреб   | 4М                           | "Поздрав свијету"               | 25     | 1     |
| РТВ Београд  | Лола Јовановић               | "Сећање"                        | 3      | 8     |
| РТВ Титоград | Мили Кнежевић                | "Тај луди млади свијет"         | 0      | 14    |
| РТВ Сарајево | Индекси                      | "Заборав"                       | 7      | 5     |
| РТВ Титоград | Владо Мрачевић               | "Залази сунце љубави"           | 0      | 14    |

## На Евровизији
Пошто групе нису биле дозвољене на Евровизији, 4М се преименовао у Иван & 3М. На крају гласања песма је добила 5 поена, заузевши 13. место у пољу од 16 такмичарских земаља.